# Montserrat Bassa
Montserrat Bassa Coll, también conocida como Montse Bassa (Torroella de Montgrí, Gerona, 20 de abril de 1965), es una profesora y política española. Es hermana de la política Dolors Bassa.

## Trayectoria
Fue elegida diputada a Cortes en las Elecciones generales de España de 2019 por la circunscripción de Gerona en la candidatura de Esquerra Republicana de Catalunya-Sobiranistes. Es fundadora y miembro de la Associació Catalana pels Drets Civils (ACDC).
Durante la sesión de investidura del presidente Pedro Sánchez, celebrada el 5 de enero de 2020 declaró: 

“Personalmente me importa un comino la gobernabilidad de España”.
Montserrat Bassa.